# Municipio de Dolan
El municipio de Dolan (en inglés: Dolan Township) es un municipio ubicado en el condado de Cass en el estado estadounidense de Misuri. En el año 2010 tenía una población de 1571 habitantes y una densidad poblacional de 16,79 personas por km².

## Geografía
El municipio de Dolan se encuentra ubicado en las coordenadas 38°36′54″N 94°29′50″O / 38.61500, -94.49722. Según la Oficina del Censo de los Estados Unidos, el municipio tiene una superficie total de 93.58 km², de la cual 92,58 km² corresponden a tierra firme y (1,08 %) 1,01 km² es agua.

## Demografía
Según el censo de 2010, había 1571 personas residiendo en el municipio de Dolan. La densidad de población era de 16,79 hab./km². De los 1571 habitantes, el municipio de Dolan estaba compuesto por el 96,82 % blancos, el 0,83 % eran afroamericanos, el 0,19 % eran amerindios, el 0,13 % eran asiáticos, el 0,45 % eran de otras razas y el 1,59 % eran de una mezcla de razas. Del total de la población el 1,15 % eran hispanos o latinos de cualquier raza.